# Білки теплового шоку
Білки теплового шоку (БТШ), (англ. heat-shock proteins - HSP) — це сімейство білків, які виробляються клітинами у відповідь на стресові умови. Вперше вони були описані стосовно теплового шоку але тепер, як відомо, вони також виробляються під час інших стресів, включаючи вплив холоду, ультрафіолетового світла та під час загоєння ран або реконструкції тканин. Багато білків цієї групи виконують функцію шаперонів по стабілізації нових білків, щоб забезпечити коректне згортання білку або допомагають повторно згортати білки, які були пошкоджені в результаті стресу клітини. Це збільшення експресії регулюється транскрипційно. Значне збільшення трансляції білків теплового шоку є ключовою частиною реакції на тепловий шок. БТШ є практично у всіх живих організмах — від бактерій до людини.
Білки теплового шоку називають відповідно до їх молекулярної маси. Наприклад, Hsp60, Hsp70 і Hsp90 (найбільш широко вивчені HSP) відносяться до сімейства білків теплового шоку розміром відповідно 60, 70 і 90 кілодальтонів. Невеликий 8-кілодальтоновий білок убиквітин, який помічає білки для деградації, також має особливості білка теплового шоку. Збережений домен, що зв'язує білок, приблизно 80 амінокислотних альфа-кристалінів, відомий як невеликі білки теплового шоку (sHSP).

## Відкриття
Відомо, що швидке загартування теплом може бути спричинене короткочасним впливом клітин на сублетальну високу температуру, що, в свою чергу, забезпечує захист від наступних і більш суворих температур. У 1962 році італійський генетик Ферруччо Рітосса зазначив, що тепло і метаболічний роз'єднувач 2,4-динітрофенолу викликали політенію в хромосомах дрозофіли. Це відкриття врешті-решт призвело до ідентифікації білків теплового шоку або білків стресу, експресію яких пов'язана з політенією. Посилений синтез виділених білків у клітинах дрозофіли після таких зовнішніх впливів, як тепловий шок, вперше повідомлялося у 1974 році.
Починаючи з середини 1960-х, дослідники визнали, що багато БТШ функціонують як молекулярні шаперони і, таким чином, відіграють вирішальну роль у згортанні білків, внутрішньоклітинному обігу білків та впорядкуванні денатурованих білків. З цього часу інтерес до вивчення білків стресу зазнало значне зростання.

## Функції
За даними Marvin та ін. невеликі білки теплового шоку (sHSP) незалежно виражаються не лише у реакції на тепловий удар, але й виконують роль у розвитку ембріональних або ювенальних стадій ссавців, телесних риб та деяких геномів нижніх хребців. hspb1 (HSP27) виражається під час стресу та під час розвитку ембріона, сомітів, середнього заднього мозку, серця та кришталика у зебр. Експресія гена hspb4, який кодує альфа-кристалін, значно збільшується в кришталику у відповідь на тепловий удар.

### Посилення експерсії білків при стресі
Виробництво високих рівнів білків теплового шоку також може бути спровоковано впливом різних видів стресових умов, таких як зараження, запалення, фізичні вправи, вплив клітини токсинами (етанол, миш'як та багатьох інші), ультрафіолетове світло, голодування, гіпоксія (дефіцит кисню), дефіцит азоту (у рослин) або недостатність води. Як наслідок, білки теплового шоку також називають білками стресу, і їхня регуляція іноді описується в більш загальному вигляді як частину реакції на стрес.
Механізм, за допомогою якого тепловий шок (або інші стреси навколишнього середовища) активує фактор теплового шоку, був визначений у бактерій. Під час теплового стресу білки зовнішньої мембрани не згортаються і не можуть правильно вставлятись у зовнішню мембрану. Вони накопичуються в периплазматичному просторі . Ці білки виявляються DegS, внутрішньою мембранною протеазою, яка передає сигнал через мембрану до фактора транскрипції sigmaE. Однак деякі дослідження припускають, що збільшення пошкоджених або аномальних білків приводить HSP до дії.
Деякі бактеріальні білки теплового шоку регулюються за допомогою механізму, що включає РНК-термометри, такі як термометр FourU, елемент ROSE та цис-регулятор Hsp90.

### БТШ як шаперон
Кілька білків теплового шоку функціонують як внутрішньоклітинні шаперони для інших білків. Вони відіграють важливу роль у білково-білкових взаємодіях, таких як складання та сприяння встановленню належної білкової конформації (форми) та запобігання небажаної агрегації білка. Допомагаючи стабілізувати частково розгорнуті білки, БТШ допомагають транспортувати білки через мембрани всередині клітини.
Деякі члени родини БТШ виражені від низьких до помірних рівнях у всіх організмах через їх важливу роль у підтриманні білка.

### Управління
Тепло-шокові білки також трапляються в умовах не стресу, просто «контролюючи» білки клітини. Деякі приклади їхньої ролі полягають у тому, що вони переносять старі білки до «смітника» клітини (протеасоми), і вони допомагають новосинтезованим білкам скластися належним чином.
Ці заходи є частиною власної системи ремонту клітини, яка називається «клітинна реакція на стрес» або «реакція на тепловий удар».

### Роль у серцево-судинній системі
Здається, протеїни теплового шоку виконують значну серцево-судинну роль. Повідомлялося, що Hsp90, hsp84, hsp70, hsp27, hsp20 та альфа B крісталін мають роль у кардіоваскулатурі.
Hsp90 пов'язує як ендотеліальний синтаз оксиду азоту, так і розчинну гуанілатциклазу, які в свою чергу беруть участь у розслабленні судин.
Krief та ін. зазначили hspb7 (англ. cardiovascular Heat shock protein - cvHSP) як білок теплового шоку серця. Gata4 — важливий ген, відповідальний за серцевий морфогенез. Він також регулює експресію генів hspb7 та hspb12. Виснаження Gata4 може призвести до зниження рівня транскрипції hspb7 та hspb12, і це може призвести до серцевих міопатій у ембріонів зебрафіри, як спостерігали Габріель та ін.
hspb7 також бере участь у зниженні регуляції пухирців Купфера, що відповідає за регуляцію ліво-правої асиметрії серця у рибок даніо реріо. Поряд з hspb7, hspb12 бере участь у визначенні серцевої латеральності. Кіназа сигнального шляху оксиду азоту, протеїнкіназа G, фосфорилює невеликий білок теплового шоку hsp20. Фосфорилювання Hsp20 добре корелює з розслабленням гладкої мускулатури і є одним із важливих фосфопротеїнів, що беруть участь у процесі. Hsp20 виявляється значущим для розвитку фенотипу гладкої мускулатури під час розвитку. Hsp20 також відіграє значну роль у запобіганні агрегації тромбоцитів, функції міоцитів серця та профілактиці апоптозу після ішемічної травми, а також функції скелетних м'язів та відповіді на м'язовий інсулін.
Hsp27 є основним фосфопротеїном під час жіночих скорочень. Hsp27 функціонує при малих міграціях м'язів і, здається, виконує невід'ємну роль.

### Імунітет
Функція білків теплового шоку в імунітеті заснована на їх здатності зв'язувати не тільки цілі білки, але і пептиди. Спорідненість та специфічність цієї взаємодії зазвичай низька.
Було показано, що принаймні деякі з БТШ мають таку здатність, головним чином, hsp70, hsp90, gp96 та калретикулін, і були визначені їх пептидні зв'язуючі сайти. У випадку gp96 не ясно, чи може він зв'язувати пептиди in vivo, хоча його пептидно-зв'язуючий сайт був знайдений. Але імунна функція gp96 може бути незалежною від пептидів, оскільки вона бере участь у правильному складі багатьох імунних рецепторів, таких як TLR або інтегрини.
Крім того, БТШ можуть стимулювати імунні рецептори і важливі для правильного складання білків, що беруть участь у протизапальних сигнальних шляхах.

#### Функція в презентації антигену
БТШ є незамінними компонентами шляхів представлення антигенів — класичних а також крос-презентації та аутофагії.

##### Презентація головного комплексу гистосумістності 1
У спрощеному вигляді цього шляху зазвичай не згадуються ХСП: антигенні пептиди утворюються в протеасомі, транспортуються в ER через транспортер білка TAP і завантажуються на MHCI, який потім проходить секреторним шляхом на плазматичну мембрану.
Але БТШ відіграють важливу роль у перенесенні розкритих білків до протеасоми та генерованих пептидів до MHCI. Hsp90 може асоціюватися з протеасомою і переймати генеровані пептиди. Після цього він може асоціюватися з hsp70, який може перенести пептид далі до TAP . Після проходження через TAP важливі значення набувають каперони ЕР — калретикулін зв'язує пептиди і разом з gp96 утворюють пептидний навантажувальний комплекс для MHCI.
Ця передача пептидів є важливою, оскільки БТШ можуть захищати гідрофобні залишки в пептидах, що в іншому випадку було б проблематичним у водному цитозолі. Також проста дифузія пептидів була б занадто неефективною.

##### Презентація головного комплексу гистосумістності 2
У презентації MHCII БТШ беруть участь у залежному від клатрину ендоцитозі . Крім того, коли БТШ є позаклітинними, вони можуть направляти пов'язані з ними пептиди в MHCII шлях, хоча невідомо, як їх відрізняти від схрещених (див. нижче).

##### Аутофагія
БТШ беруть участь у класичній макроавтофагії, коли агрегати білків укладені подвійною мембраною і згодом деградують. Вони також беруть участь у спеціальному типі аутофагії під назвою «аутофагія, опосередкована шапероном», коли вони дають можливість цитозольним білкам потрапляти в лізосоми.

##### Перехресне представлення
Коли БТШ є позаклітинними, вони можуть зв'язуватися зі специфічними рецепторами дендритних клітин (DC) та сприяти перехресному представленню їх пептидів, що переносяться. Найважливіші рецептори в даному випадку — це рецептори поглинання, в основному SRECI і LOX-1. Рецептор поглинання CD91 раніше був запропонований як загальний рецептор БТШ. Але зараз його актуальність суперечлива, оскільки більшість типів постійного струму не виражають CD91 у відповідних кількостях, а зв'язуюча здатність для багатьох БТШ не була доведена. Стимуляція деяких рецепторів відлякувача може навіть призвести до пригнічення імунодепресії. Це стосується SRA.
LOX-1 і SRECI при стимулюванні направляють БТШ з їх асоційованими пептидами в перехресне представлення. LOX-1 зв'язується в основному, hsp60 і hsp70. SRECI в даний час вважається загальним рецептором білка теплового шоку, тому що він пов'язує hsp60, hsp70, hsp90, Hsp110, gp96 і Grp170.
Актуальність для цього виду перехресного представлення висока, особливо при пухлинно-імунонагляді. Завдяки БТШ, зв'язаний пептид захищений від деградації у відділах дендритних клітин і ефективність перехресного представлення вища. Також інтерналізація БТШ-пептидного комплексу є більш ефективною, ніж інтерналізація розчинних антигенів. Пухлинні клітини зазвичай експресують лише кілька неоантигенів, на які може націлюватися імунна система, а також не всі пухлинні клітини експресують їх. Через це кількість пухлинних антигенів обмежено і необхідна висока ефективність перехресного представлення для встановлення сильної імунної відповіді.
Hsp70 та hsp90 також беруть участь у внутрішньоклітинному цитозольному шляху перехресного представлення, де вони допомагають антигенам потрапляти з ендосоми в цитозол.

#### Білки теплового шоку якDAMP
Позаклітинні білки теплового шоку можуть сприйматися нашим імунітетом як молекулярний малюнок (DAMP). Вони здатні взаємодіяти з рецепторами розпізнавання образів, такими як TLR2 або TLR4, і активувати клітини, що представляють антиген, шляхом регулювання молекул костимуляції (CD80, CD86, CD40), молекул МНС та прозапальних та Th1 цитокінів.
Теплові шокові білки можуть сигналізувати також за допомогою рецепторів поглиначів, які можуть або асоціюватися з TLR, або активувати прозапальні внутрішньоклітинні шляхи, такі як MAPK або NF- <sub id="mw_w">kB</sub> . За винятком SRA, який знижує регуляцію імунної відповіді.

#### Як білки теплового шоку потрапляють у позаклітинний простір
Білки теплового шоку можуть секретуватися з імунних клітин або клітин пухлини неканонічним шляхом секреції або безлідерним шляхом, оскільки вони не мають лідируючого пептиду, який переходить білки в ендоплазматичний ретикулум. Неканонічна секреція може бути подібною до тієї, що відбувається для IL1 b, і викликається стресовими умовами.
Інша можливість — це вивільнення БТШ під час некрозу клітин або секреція БТШ в екзосомах. Під час особливих видів загибелі апоптотичних клітин (наприклад, індукованих деякими хіміотерапевтичними препаратами) БТШ можуть також з'являтися на позаклітинній стороні плазматичної мембрани.
Існує дискусія щодо того, як довго може БТШ зберігати свій пептид у позаклітинному просторі, принаймні для hsp70 комплекс з пептидом є досить стабільним.
Роль позаклітинних БТШ може бути різною. Багато в залежності від контексту тканини залежить чи БТШ стимулюватимуть імунну системи чи пригнічать імунітет. Вони можуть сприяти реакціям Th17, Th1, Th2 або Treg залежно від клітин, що представляють антиген.
Як результат, клінічне використання білків теплового шоку є як у лікуванні раку (посилення імунної відповіді), так і в лікуванні аутоімунних захворювань (придушення імунітету).

### Кришталик
Альфа-кристалін (α4-кристалін) або hspb4 бере участь у розвитку кришталика у рибок даніо реріо, оскільки це виражається у відповідь на тепловий удар у ембріона даніо реріо на стадіях його розвитку.

## Клінічне значення
Фактор теплового шоку 1 (HSF1) — фактор транскрипції, який бере участь у загальному вмісті та регуляції експресії білка Hsp70. Нещодавно було виявлено, що HSF1 є потужним багатогранним модифікаторомканцерогенезу . HSF1 нокаутних миші показують значне зниження частоти пухлини шкіри після місцевого застосування DMBA (мутагена). Крім того, HSF1 інгібування сильнодіючого РНК аптамери загасають мітогеном (MAPK) сигналізація і викликає ракові клітини апоптоз.

## Застосування

### Вакцини проти раку
Враховуючи їх роль у презентації, БТШ є корисними як імунологічні ад'юванти (DAMPS) для посилення реакції на вакцину. Крім того, деякі дослідники припускають, що БТШ можуть брати участь у зв'язуванні фрагментів білка із мертвими злоякісними клітинами та поданні їх імунній системі. Тому БТШ можуть бути корисними для підвищення ефективності протиракових вакцин.
Також виділені БТШ з пухлинних клітин здатні діяти як специфічна протипухлинна вакцина. Пухлинні клітини експресують багато БТШ, тому що їм потрібно шаперонувати мутованими та надмірно вираженими онкогенами, пухлинні клітини також перебувають у постійному стресі. Коли ми виділяємо БТШ з пухлини, пептидний репертуар, зв'язаний з БТШ, є дещо відбитком цих конкретних пухлинних клітин. Застосування таких БТШ у пацієнта стимулює імунну систему (сприяє ефективному представленню антигену та діє як DAMP) спеціально проти пухлини і призводить до регресії пухлини. Ця імунізація не функціонує проти іншої пухлини. Він використовувався автологічно в клінічних дослідженнях на gp96 та hsp70, але in vitro це працює для всіх імунодефіцитних БТШ.

### Протиракові терапевтичні засоби
Внутрішньоклітинні білки теплового шоку сильно експресуються в ракових клітинах і мають важливе значення для виживання цих типів клітин завдяки наявності мутованих та надмірно виражених онкогенів. Багато БТШ можуть також сприяти інвазивності та утворенню метастазів у пухлинах, блокувати апоптоз або сприяти стійкості до протиракових препаратів. Отже, інгібітори малих молекул БТШ, особливо Hsp90, виявляють обіцянку як протиракові засоби. Потужний інгібітор Hsp90 17-AAG був у клінічних випробуваннях для лікування декількох типів раку, але з різних причин, не пов'язаних з ефективністю, не перейшов до фази 3. HSPgp96 також демонструє обіцянку як протиракове лікування і зараз знаходиться в клінічних випробуваннях проти недрібноклітинного раку легені.

### Лікування аутоімунних захворювань
Діючи як DAMP, БТШ може сприяти позаклітинні аутоімунні реакції, що призводять до захворювань як ревматоїдний артрит або системний червоний вовчак. Тим не менш, було встановлено, що застосування деяких БТШ у пацієнтів здатне викликати імунну толерантність та лікувати аутоімунні захворювання. Основний механізм не відомий. БТШ (особливо hsp60 та hsp70) застосовують у клінічних дослідженнях для лікування ревматоїдного артриту та діабету І типу.
Інгібітори Hsp90 — це ще одне можливе лікування аутоімунного імунітету, оскільки hsp90 необхідний для правильного складання багатьох протизапальних білків (компоненти каскадів PI3K, MAPK та NF- kB).

### Сільськогосподарське застосування
Дослідники також досліджують роль БТШ у наданні стресостійкості гібридизованим рослинам, сподіваючись вирішити проблеми із посухою та поганими ґрунтовими умовами для ведення сільського господарства. Було показано, що різні БТШ відрізняються у листі та корені посухостійких та чутливих до посухи сортів сорго у відповідь на посуху.

## Класифікація
Основні білки теплового шоку, які мають шаперонну активність відноситься до п'яти класів: HSP33, HSP60, HSP70 / Hsp110, HSP90, HSP100 і малі білки теплового шоку (sHSP). Існує стандартна номенклатура генів БТШ людини.
| Приблизна молекулярна маса (кДа) | Прокаріотичні білки  | Еукаріотичні білки | Функція |
| -------------------------------- | -------------------- | --- | --- |
| 10 кДа                           | GroES                | Hsp10 (HSPD) | Кофактор Hsp60 |
| 20–30 кДа                        | GrpE                 | У людини: GRPE1, GRPE2 | Кофактор DnaK / Hsp70, тільки для бактеріальної або мітохондріальної / хлоропластичної форми |
| 20-30 кДа                        | Hsp20                | Гени людини HSPB. Одинадцять членів ссавців, включаючи Hsp27, HSPB6 або HspB1 | Шаперони |
| 40 кДа                           | DnaJ                 | Hsp40 (DNAJ *; три підсимейства у людини) | Кофактор Hsp70 |
| 60 кДа                           | GroEL, антиген 60kDa | Hsp60 (HSPE) | Бере участь у згортанні білка після його післятрансляційного імпорту в мітохондріон/хлоропласт; шаперонін |
| 70 кДа                           | DnaK                 | Гени людини HSPA. Включає Hsp71 (HSPA8), Hsp72 (HSPA1A), Grp78 (BiP, HSPA5); Hsx70 (HSPA1B) зустрічається лише у приматів. Гени Hsp110 отримані з цієї надсемейства і кодуються HSPH1 до 4. | Складення і розгортання білка, забезпечує термотолерантність до клітини під дією теплового стресу. Також запобігає згортання білка під час посттрансляційного імпорту в мітохондрії / хлоропласт. Hsp110 забезпечує толерантність до екстремальної температури. |
| 90 кДа                           | HtpG, C62.5          | Гени людини HSPC. Включає Hsp90, Grp94 (HSPC4) | Підтримання стероїдних рецепторів та факторів транскрипції |
| 100 кДа                          | ClpB, ClpA, ClpX     | Hsp104 (CLPB) | Розгортання нерозчинних білкових агрегатів; кофактор DnaK / Hsp70 |

Хоча тут розміщені найважливіші члени кожної родини, деякі види можуть експресувати додаткові шаперони, ко-шаперони та білки теплового шоку, які не перелічені. Крім того, багато з цих білків можуть мати кілька варіантів сплайсингу (наприклад, Hsp90α та Hsp90β) або конфлікти номенклатури (Hsp72 іноді називають Hsp70).

## Дивиться також
- Клітинна реакція на стрес
- Шаперони
- Шаперонін
- Ко-шаперон
- Термометр FourU
- Цис-регуляторний елемент Hsp90
- ROSE елемент
- HSF1
- Опіковий шок